# Elmar Stegmann (Tischtennisspieler)
Elmar Stegmann (* 30. September 1935 in Vöhringen (Iller)) ist ein ehemaliger deutscher Tischtennisnationalspieler.
Stegmann begann seine Laufbahn 1952 beim Verein TSV 1880 Neu-Ulm. Anschließend spielte er von 1954 bis 1956 beim TSV Illertissen, der Anfang der 1950er Jahre in der Oberliga, der damals höchsten deutschen Klasse, spielte. 1956 wechselte er zum SSV Ulm 1846, den er 1960 Richtung PSV Stuttgart verließ. Mit dieser Mannschaft gewann er 1960/61 die Süddeutsche Meisterschaft, 1962/63 den deutschen Pokal. 1964 schloss er sich dem DJK Sportbund Stuttgart an, mit dem er in der Saison 1964/65 den europäischen ETTU Cup gewann und bei dem er bis 1969 blieb. Es folgte ein Wechsel zum Oberliga-Aufsteiger SV 07 Ludwigsburg. Seit 1989 spielt Stegmann beim TTV Erdmannhausen.
Im November 1962 bestritt Stegmann sein erstes offizielles Länderspiel. Im Kampf gegen Österreich erreichte er einen Sieg und eine Niederlage. In seinem zweiten Länderspiel gegen Frankreich im März 1963 überzeugte er mit drei Siegen. Insgesamt bestritt er 1962 und 1963 sechs Länderkämpfe. Als sich Conny Freundorfer verletzte wurde Stegmann für die WM 1963 nominiert. Hier hatte er mit einer positiven 3:2 Bilanz Anteil am dritten Platz der deutschen Mannschaft. Im Einzel schied er bereits in der ersten Runde gegen Bernhard Bukiet (USA) aus. In der folgenden Trostrunde erreichte er das Endspiel, das er gegen den Nordkoreaner Pak Sin II verlor.
In der deutschen Rangliste wurde Stegmann 1963 auf dem dritten Platz geführt, im Bundesranglistenturnier erreichte er 1963 Platz sechs.
Heute (Februar 2011) lebt Stegmann in Freiberg am Neckar.

## Turnierergebnisse
| Verband | Veranstaltung     | Jahr | Ort  | Land | Einzel     | Doppel    | Mixed      | Team |
| ------- | ----------------- | ---- | ---- | ---- | ---------- | --------- | ---------- | ---- |
| FRG     | Weltmeisterschaft | 1963 | Prag | TCH  | letzte 256 | letzte 32 | letzte 128 | 3    |